# Ajax (Schiff, 1770)
Die Ajax war ein 74-Kanonen-Linienschiff 3. Ranges der britischen Marine, das von 1770 bis 1785 in Dienst stand.

## Geschichte
Das am 4. Dezember 1762 bestellte Schiff wurde von dem Marinearchitekten William Bately entworfen und am 6. September 1763 im Portsmouth Dockyard unter der Bauaufsicht des Schiffbaumeisters Thomas Bucknall auf Kiel gelegt. Der Stapellauf erfolgte am 23. Dezember 1767 und die Indienststellung am 25. Mai 1770.
Während des Amerikanischen Unabhängigkeitskrieges (1775–1783) war die Ajax an den Seeschlachten bei Kap St. Vincent, Martinique, Fort Royal, der Chesapeake Bay, St. Kitts und Les Saintes beteiligt. Nach Ende des Krieges wurde das in Jamaika liegende Schiff am 8. August 1783 aufgelegt und am 10. Februar 1785 zum Abbruch verkauft.

## Technische Beschreibung
Die Ajax war als Batterieschiff mit zwei durchgehenden Geschützdecks konzipiert und hatte eine Länge von 50,9 Metern (Geschützdeck), eine Breite von 14,02 Meter und einen Tiefgang von 6,17 Metern. Sie war ein Rahsegler mit drei Masten (Fockmast, Großmast und Kreuzmast). Der Rumpf schloss im Heckbereich mit einem Heckspiegel, in den Galerien integriert waren, die in die seitlich angebrachten Seitengalerien mündeten.
Die Bewaffnung bestand bei Indienststellung aus 74 Kanonen.
|        | Unteres Batteriedeck | Oberes Batteriedeck | Backdeck      | Achterdeck     | Kanonen (Geschossgewicht) |
| ------ | -------------------- | ------------------- | ------------- | -------------- | ------------------------- |
| Design | 28 × 32-Pfünder      | 28 × 18-Pfünder     | 4 × 9-Pfünder | 14 × 9-Pfünder | 74 Kanonen (354 kg)       |

## Besatzung
Die Besatzung hatte eine Stärke von 600 Mann (Offiziere und Unteroffiziere bzw. Mannschaften).

### Liste der Kommandanten
| Nr. | Name                         | Beginn der Amtszeit | Ende der Amtszeit |
| --- | ---------------------------- | ------------------- | ----------------- |
| 1.  | Captain John Carter Allen    | 23. Mai 1770        | 7. Juni 1771      |
| 2.  | Captain Philip Boteler       | 19. Januar 1779     | 16. April 1779    |
| 3.  | Captain Robert Linzee        | 16. April 1779      | 28. August 1779   |
| 4.  | Captain Samuel Uvedale       | 28. August 1779     | 23. Mai 1780      |
| 5.  | Captain John Symons          | 23. Mai 1780        | 3. Mai 1781       |
| 6.  | Captain Nicholas Charrington | 3. Mai 1781         | 8. August 1783    |